# Migiana di Monte Tezio
Migiana di Monte Tezio è una frazione del comune di Perugia (PG). I residenti sono 28. Prime notizie del borgo risalgono al XII secolo.